# Pointe à la Hache
Pour les articles homonymes, voir Hache (homonymie).
Pointe à la Hache (en anglais [ˌpɔɪnt lə ˈhæʃ]) est une census-designated place dans l'État américain de la Louisiane. Elle a le siège de la paroisse de Plaquemine depuis sa fondation en 1807. 
Le 12 janvier 2002, le tribunal de la paroisse a été sévèrement endommagé par un incendie criminel. Le gouvernement de la paroisse a employé plusieurs bâtiments provisoires à Belle Chasse. Le Conseil de paroisse a proposé trois fois de déplacer le siège de paroisse, mais tous ont été rejetés par les électeurs. La paroisse a souffert de destructions massives par l'ouragan Katrina en 2005.